# Brauniellula albipes
Brauniellula albipes är en svampart som först beskrevs av Sanford Myron Zeller, och fick sitt nu gällande namn av A.H. Sm. & Singer 1959. Brauniellula albipes ingår i släktet Brauniellula och familjen Gomphidiaceae.   Inga underarter finns listade i Catalogue of Life.